# Acanthocyclops crinitus
Acanthocyclops crinitus – gatunek widłonoga z rodziny Cyclopidae. Opisał go w 1908 roku szwajcarski zoolog Eduard Graeter (1881–1957), nadając mu nazwę Cyclops crinitus.